# William Hootkins
William Michael Hootkins (5 de julio de 1948 - 23 de octubre de 2005) fue un actor estadounidense, conocido por sus papeles en películas de Hollywood como la saga de Star Wars, Raiders of the Lost Ark y Batman.

## Primeros años
A la edad de 15, Hootkins se encontró atrapado en la investigación del FBI sobre el asesinato del Presidente John F. Kennedy cuando fue entrevistado acerca de la Sra. Ruth Paine, la mujer que había "encubierto" Marina Oswald, la esposa rusa del presunto asesino Lee Harvey Oswald. Él había estudiado ruso con Paine en su escuela St. Mark's School of Texas, en Dallas, donde también desarrolló su gusto por el teatro, que une el mismo grupo de teatro como Tommy Lee Jones.
Hootkins nació en Dallas, Texas, pero su hogar terminó siendo en Londres, Inglaterra, desde principios de la década de 1970 hasta 2002, cuando se trasladó a Los Ángeles. Habiendo estudiado en la Universidad de Princeton, donde se convirtió en dominio de chino mandarín y fue uno de los pilares del Teatro Intime, haciendo un especial impacto con su actuación en Moby Dick Rehearsed de Orson Welles, se formó como actor en la London Academy of Music and Dramatic Art (LAMDA).

## Vida actoral
En Inglaterra encontró trabajo en el teatro así como en el cine, y que tendría su mayor éxito en el escenario interpretando a Alfred Hitchcock en Terry Johnson en 2003 golpeó jugar Hitchcock Blonde, en primer lugar en el Royal Court Theatre y en el West End londinense.
Participó en muchas funciones de culto que hicieron de él una buena cifra en convenciones de fanes, en particular para las de Star Wars en su papel de Jek Tono Porkins. También apareció en la serie Agatha Christie's Poirot y en películas como Batman (1989), hardware (1990), Biggles: Adventures in Time (1986), Santa Claus, en Like Father, Like Santa (1998), y Hear My Song (1991), donde fue el Sr. X, que se presume que es el tenor irlandés Josef Locke con un nombre falso.
También apareció en varios papeles en la televisión, incluida la de Charles Frohman en The Lost Boys (1978), el coronel de Cobb en el remake de The Tomorrow People y como el Uncle George en el año 2002 remake de The Magnificent Ambersons.

### Voz
También fue una artista de voz, grabación de decenas de obras de teatro para la BBC Radio Drama, donde su papel varió de J. Edgar Hoover y Orson Welles a Winston Churchill. En los libros de audio, leyó las obras de Jack London, Henry Wadsworth Longfellow y Carl Hiaasen y se lleva a cabo una lectura completa de Herman Melville de Moby Dick-para Naxos Audiolibros en algunos registros de 24 horas y 50 minutos. También expresó Dingodile en Crash Bandicoot 3: Warped, y que la voz de Maximilian Roivas actuar en el videojuego Eternal Darkness: Sanity's Requiem.

## Muerte
Hootkins falleció de cáncer pancreático a la edad de 57 años en Santa Mónica, California el 23 de octubre de 2005.